# 1838
1838 (MDCCCXXXVIII) a fost un an obișnuit al calendarului gregorian, care a început într-o zi de luni.

## Evenimente

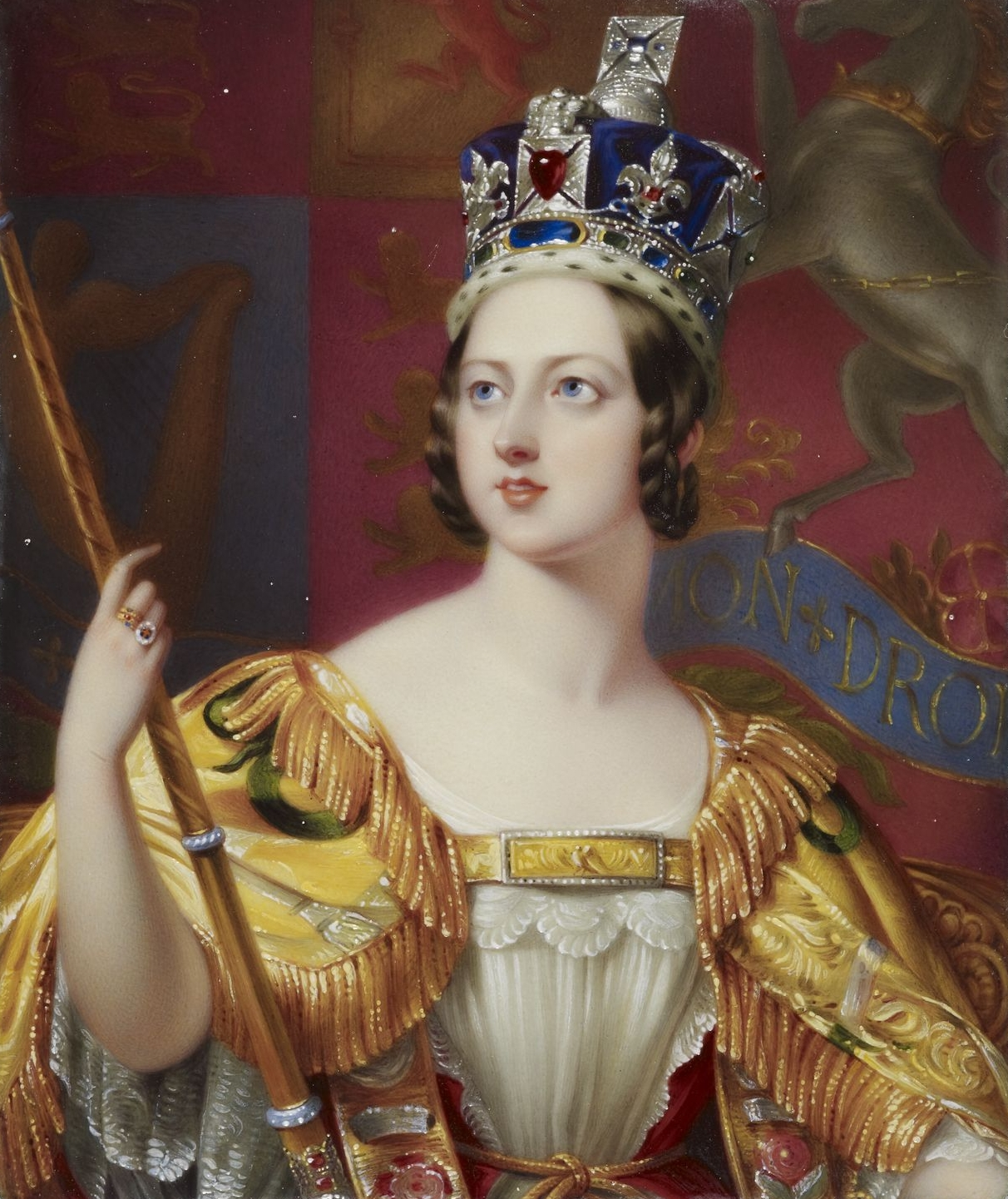
28 iunie: Are loc încoronarea reginei Victoria la Westminster Abbey din Londra

### Ianuarie
- 11 ianuarie: La 8:45, Bucureștiul este zguduit de un puternic cutremur de pământ cu magnitudinea de 7,5 grade Richter; s-a dărâmat hanul Sf. Gheorge, a fost serios avariată mănăstirea Sărindar, iar palatului domnesc i-au crăpat zidurile făcându-l nelocuibil.

### Iunie
- 28 iunie: Are loc încoronarea reginei Victoria la Westminster Abbey din Londra.

### Octombrie
- 1 octombrie: Susținători ai Infantelui Carlos, Conte de Molina sunt victorioși în Bătălia de la Maella, în timpul Primului Război Carlist.

### Nedatate
- decembrie: Mexic este invadat de forțele franceze.
- Adunarea Obștească a Țării Românești, sub presiunea Porții, a votat „articolul adițional" care prevedea obligativitatea aprobării din partea puterilor suverane și protectoare pentru orice modificare constituțională.

## Arte, știință, literatură și filosofie
- 6 ianuarie: Samuel Morse demonstrează public pentru prima dată funcționarea telegrafului.
- Apare, la Brașov, sub direcția lui George Barițiu, revista "Foaie literară", devenită la 2 iulie 1838 "Foaie pentru minte, inima și literatură"
- Charles Dickens scrie Oliver Twist
- Edgar Allan Poe scrie The Narrative of Arthur Gordon Pym și Ligeia

## Nașteri
- 6 ianuarie: Max Bruch, dirijor și compozitor german (d. 1920)
- 16 ianuarie: Franz Brentano, filosof german (d. 1917)
- 29 ianuarie: Edward Morley, chimist și fizician american (d. 1923)
- 1 februarie: Nicolae Gane, scriitor și om politic român (d. 1916)
- 18 februarie: Ernst Mach,  fizician și filosof austriac (d. 1916)
- 19 februarie: Lydia Thompson, actriță engleză de comedie (d. 1908)
- 26 februarie: Bogdan Petriceicu Hașdeu (n. Tadeu Hîjdeu), filolog, istoric, folclorist, publicist și scriitror român (d. 1907)
- 12 martie: Henry Perkin, chimist și inventator englez (d. 1906)

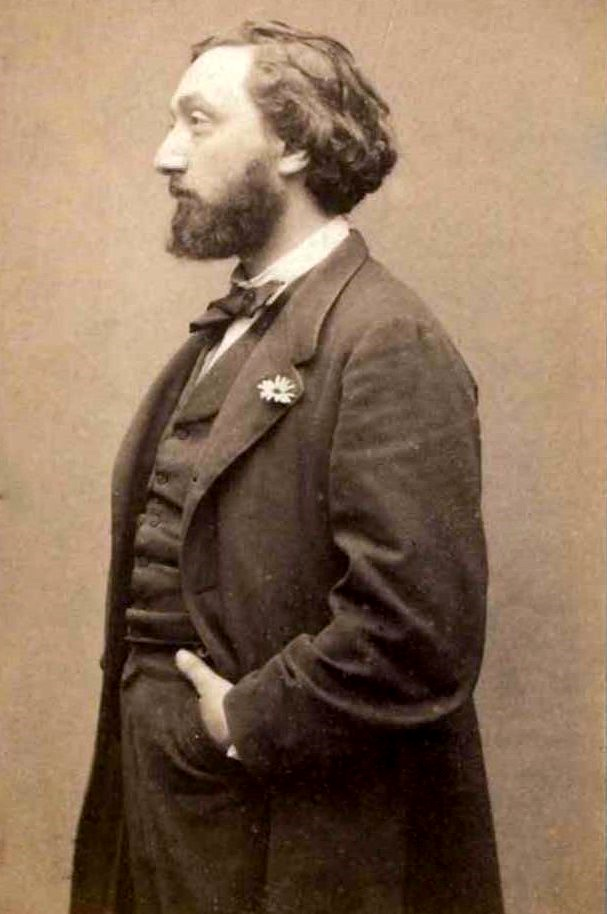
Léon Gambetta, al 45-lea prim-ministru al Franței
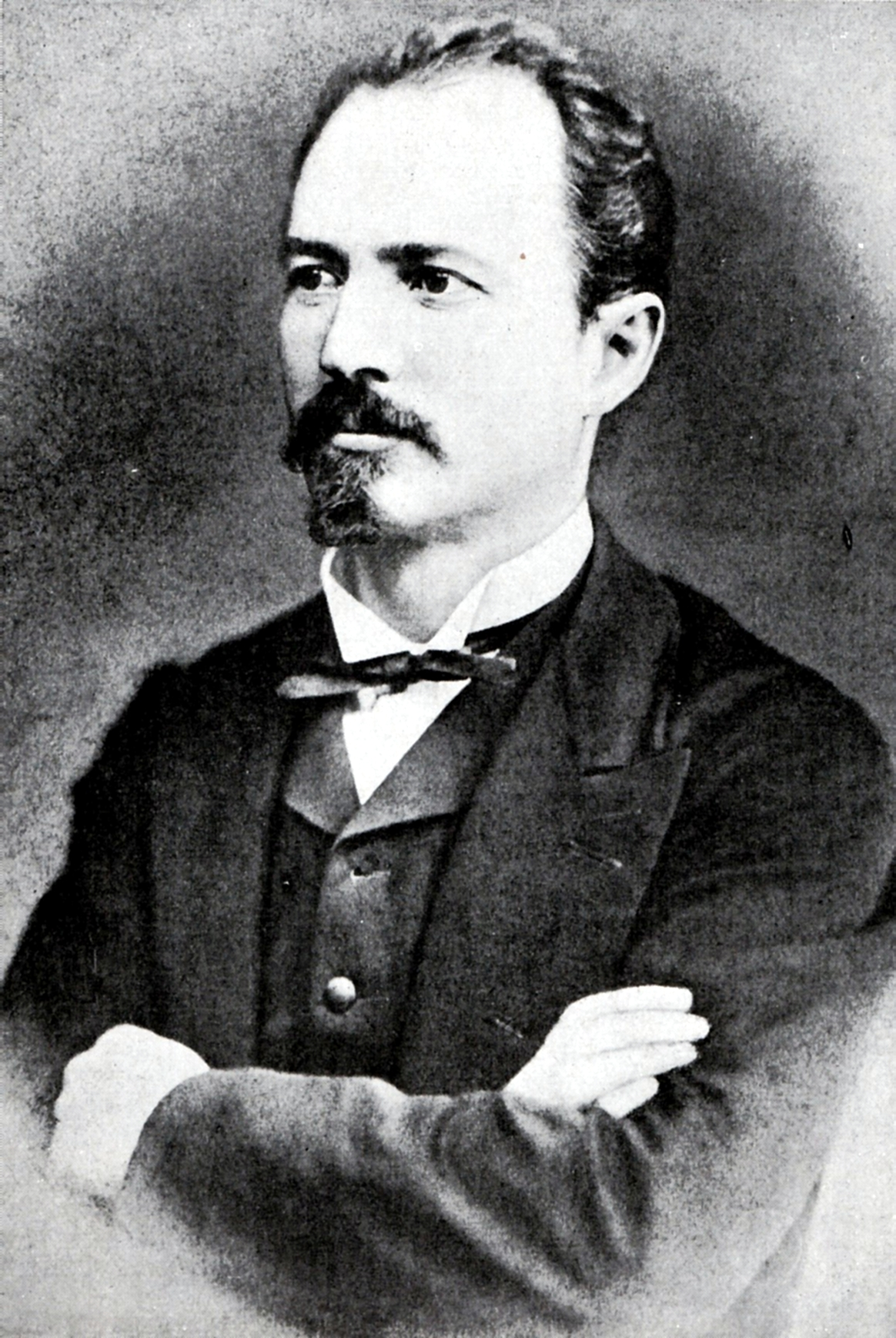
Nicolae Grigorescu, pictor român
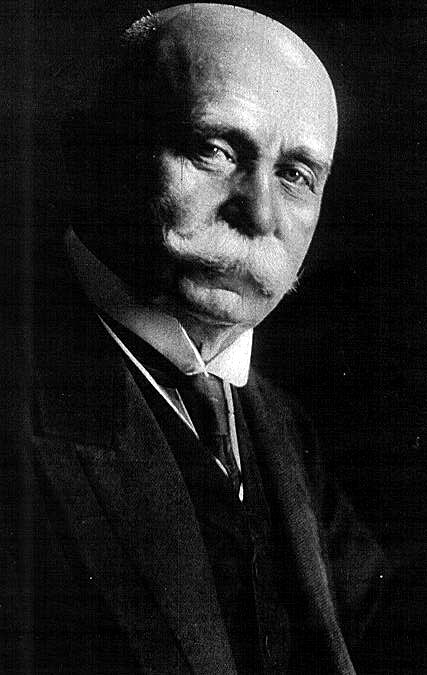
Ferdinand von Zeppelin, constructorul german al dirijabilului

- 2 aprilie: Léon Gambetta, al 45-lea prim-ministru al Franței (d. 1882)
- 15 mai: Nicolae Grigorescu, pictor român (d. 1907)
- 1 iunie: Gheorghe I. Lahovary,  inginer și scriitor român (d. 1909)
- 2 iunie: Marea Ducesă Alexandra Petrovna (d. 1900)
- 8 iulie: Ferdinand von Zeppelin, constructorul german al dirijabilului (d. 1917)
- 30 iulie: Ducele Filip de Württemberg (d. 1917)
- 6 august: Emilia Maiorescu-Humpel, sora lui Titu Maiorescu (d. 1918)
- 2 septembrie: Liliuokalani (n. Lydia Liliʻ u Loloku Walania Wewehi Kamakaʻ eha-a-Kapaʻ akea), regină a Hawaii (d. 1917)
- 22 octombrie: Gheorghe Teleman, general român (d. 1913)
- 25 octombrie: Georges Bizet (n. Alexandre-César-Léopold Bizet), compozitor francez (d. 1875)
- 31 octombrie: Luís I al Portugaliei, rege (d. 1889)
- 4 noiembrie: Constantin Budișteanu, general român (d. 1911)
- 29 noiembrie: Giovanni Losi, călugăr și misionar catolic italian (d. 1882)
- 3 decembrie: Prințesa Louise a Prusiei, Mare Ducesă de Baden (d. 1923)

## Decese
- 3 ianuarie: Prințul Maximilian de Saxonia, 78 ani, prinț moștenitor al Saxoniei (n. 1759)
- 12 aprilie: Johann Adam Möhler, 41 ani, teolog german, precursor al ecumenismului (n. 1796)
- 17 mai: Charles Maurice de Talleyrand, 84 ani, diplomat francez (n. 1754)
- 21 iulie: Johann Nepomuk Maelzel, 65 ani, inventator german (n. 1772)
- 1 septembrie: William Clark, 68 ani, explorator american (n. 1770)

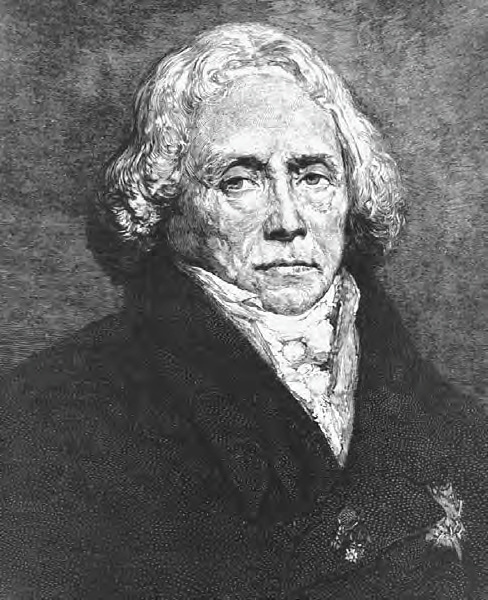
Charles Maurice de Talleyrand, diplomat francez
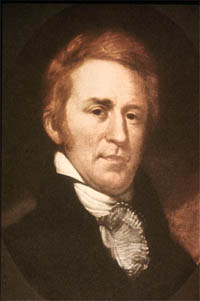
William Clark, explorator american
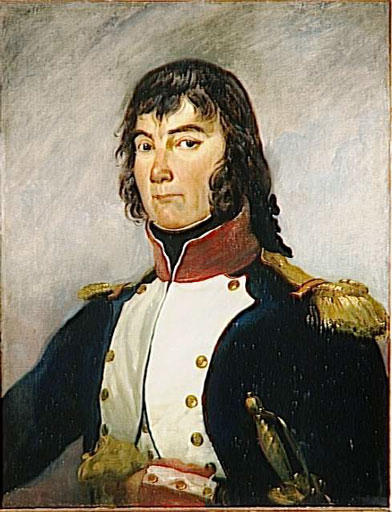
Georges Mouton, mareșal francez

- 27 septembrie: Bernard Courtois, 61 ani, chimist francez (n. 1777)
- 5 noiembrie: Sophie Dorothea de Württemberg (n. Sophie Marie Dorothea Auguste Louise), 61 ani, țarină a Rusiei (n. 1759)
- 10 noiembrie: Ivan Kotlearevski, 69 ani, scriitor ucrainean (n. 1769)
- 27 noiembrie: Georges Mouton, 68 ani, mareșal francez (n. 1770)
- 27 decembrie: Constantin, Prinț Ereditar de Löwenstein-Wertheim-Rosenberg, 36 ani (n. 1802)